# Nusatidia aeria
Nusatidia aeria är en spindelart som beskrevs av Simon 1897. Nusatidia aeria ingår i släktet Nusatidia och familjen säckspindlar. Inga underarter finns listade i Catalogue of Life.